# Andreu Galan i Martí
Andreu Galan i Martí   (Alboraia, 1980) és un poeta valencià. Va estudiar Magisteri d'Educació Musical a la Universitat de València i Filologia Catalana.
Va aprendre cançons, dites, fragments de rimes populars, sainets de son iaio, llaurador d'Alboraia, i té influències també pels poetes Joan Vinyoli, Blai Bonet i Vicent Andrés Estellés. Ha participat en festivals i recitals poètics, on combina les rapsodes amb caixetes de música i instruments de joguet. Amb la poetessa Martina Escoda va posar en marxa un web dirigit a infants, pares i educadors i que té la funció d'estimular la creació poètica infantil. La seua obra ha estat publicada l'any 2008 a l'antologia de poesia jove dels Països Catalans Pedra Foguera, també ha publicat articles i poemes en la revista literària mallorquina Pèl Capell (exili interior).

## Obra
- Cansat de diumenges, 2009 LaBreu Edicions, ISBN 978-84-937152-5-0
- Qui no sap riure, no sap viure (Andana Editorial, 2014 ISBN: 978-84-941757-5-6[5] (Triat pel Consell Català del Llibre Infantil i Juvenil (ClijCAT) per optar al 10è Premi de Literatura Infantil «Atrapallibres»,[6]